# What You Waiting For?
What You Waiting For? – singel i utwór Gwen Stefani pochodzący z pierwszej solowej płyty piosenkarki, Love. Angel. Music. Baby., wydanej w 2004 roku. Został napisany wspólnie przez Gwen i Lindę Perry.

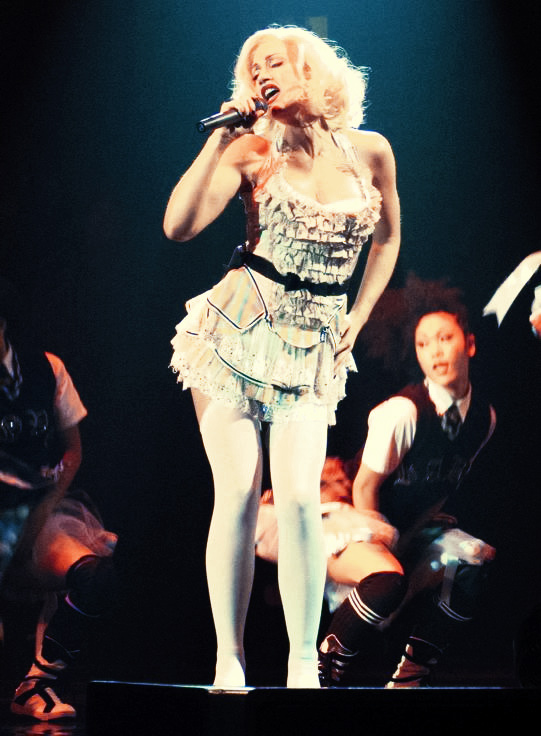
Gwen Stefani podczas światowej trasy Harajuku Lovers Tour 2005

Teledysk do utworu był inspirowany głównie książką Alicja w Krainie Czarów.